# 計根別駅

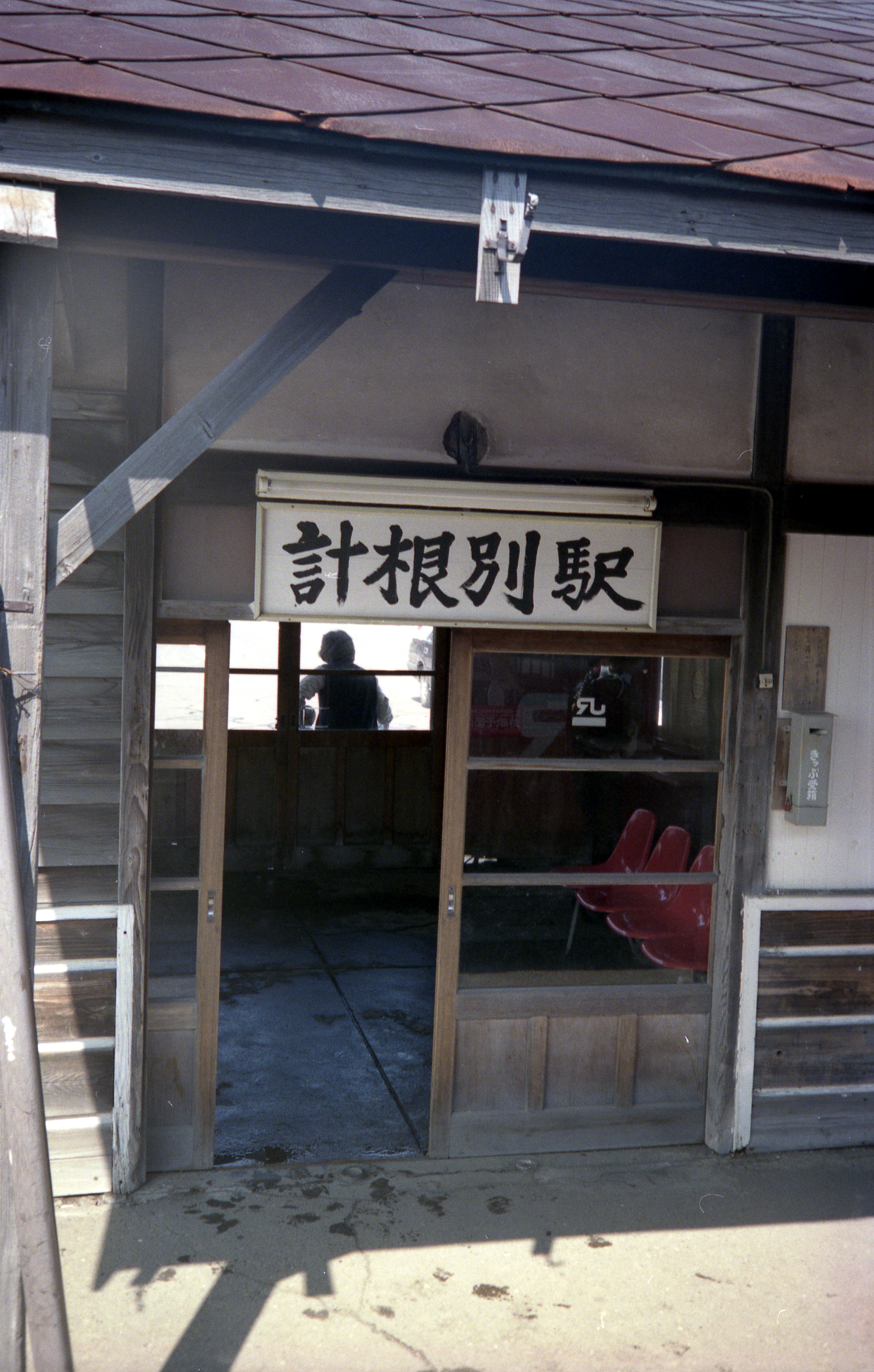
駅改札口（ホーム側より撮影）　（1989年3月）

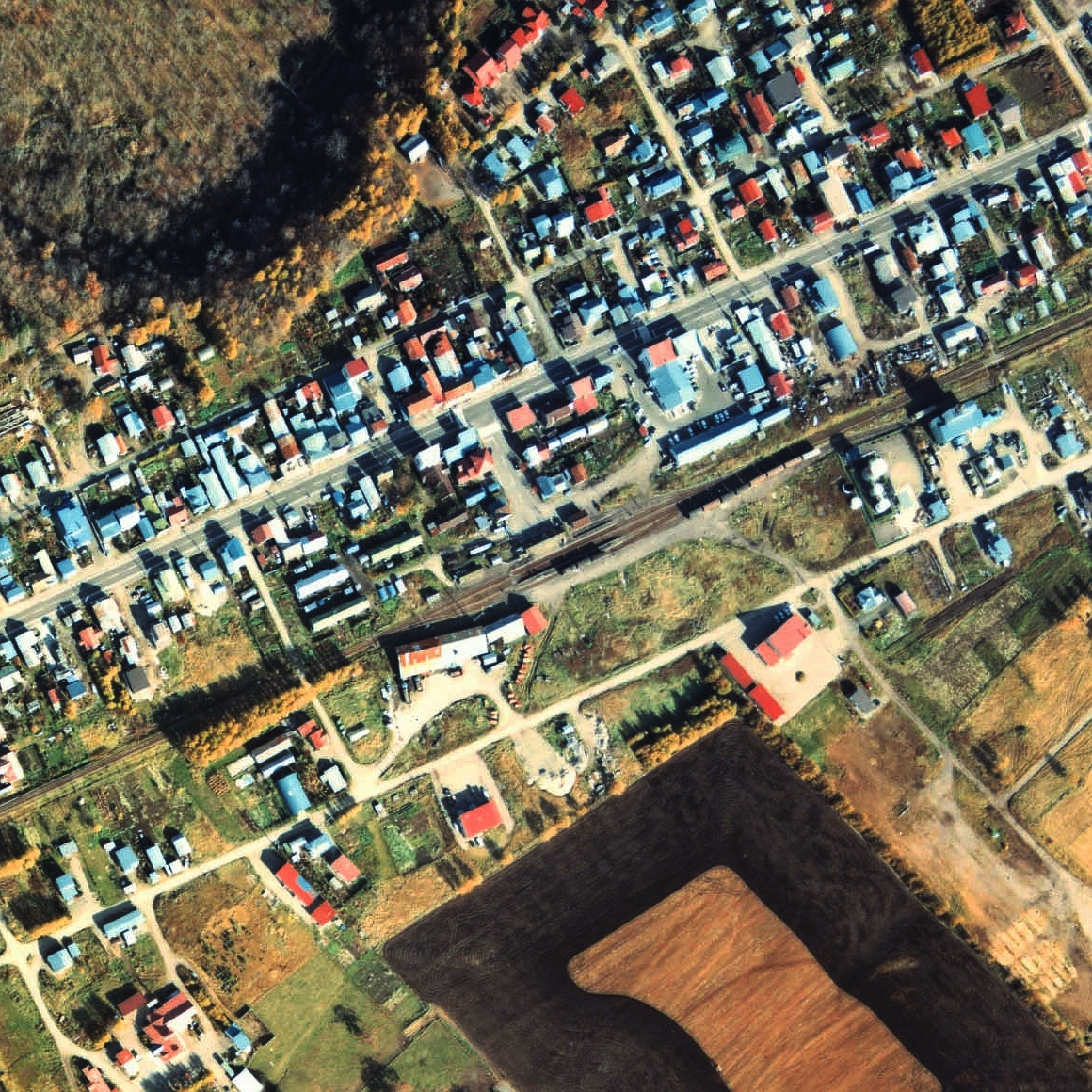
1977年の計根別駅と周囲約500m範囲。右が中標津方面。駅横の貨物積卸場から本線に沿って右へ向かっていた殖民軌道養老牛線の軌道跡は、駐車場や小道に転用されて殆んどわからなくなっているが、右端の民家の庭先に僅かながら路盤跡が確認できる。

計根別駅（けねべつえき）は、北海道標津郡中標津町字計根別にかつて存在した、北海道旅客鉄道（JR北海道）標津線の駅（廃駅）である。電報略号はケネ。事務管理コードは▲111703。

## 歴史
- 1936年（昭和11年）10月29日：鉄道省計根別線標茶駅 - 当駅間開通に伴い開業[3]。一般駅[1]。
- 1937年（昭和12年）10月30日：当駅 - 中標津駅 - 根室標津駅間の延伸に伴い、計根別線に標津線（初代）が編入され、標津線（2代）の駅となる[4][5]。
- 1980年（昭和55年）4月30日：貨物の取り扱いを廃止[1]。
- 1984年（昭和59年）2月1日：荷物の取り扱いを廃止[1]。
- 1986年（昭和61年）11月1日：交換設備の運用を停止し、無人駅化[6]（出札業務簡易委託化）。
- 1987年（昭和62年）4月1日：国鉄分割民営化により、JR北海道に継承[1]。
- 1989年（平成元年）4月30日：標津線の全線廃止に伴い、廃駅となる[1]。

### 駅名の由来
地名より。標津川支流のケネカ川を指すアイヌ語に由来するとされるが諸説ある。
アイヌ語研究者の山田秀三は「ケネカペッ（kene-ka-pet）」（ハンノキ・上手・川）を地名とする際、「けねべつ」と略したもの、あるいはアイヌ語でも「ケネペッ（kene-pet）」と略されていたものに漢字を当てた説を採用しており、1973年（昭和48年）に国鉄北海道総局が発行した『北海道　駅名の起源』でも「ケネペッ」説を採用している。

## 駅構造
貨物及び荷物取り扱い廃止までは、国鉄型の計2面3線のホーム及び線路を有する列車行き違い可能駅で、駅舎は北側（標茶方面に向かって右側）にあり、各ホームは標茶側端で線路上を横切る形で連絡していた。駅舎横の東側（中標津側）には切欠き状の貨物ホームが設けられて、貨物積降線が引込まれていた。また、島式ホームの外側線は主に貨物専用に使われ、そこから中標津側に留置線が1本伸びていた。
貨物及び荷物取り扱い廃止後は、貨物用に使われていた線路が取り払われて、2面2線の相対式ホームを有する列車行き違い可能駅になった。
さらに廃止時点では棒線化され、駅舎側のホーム1面1線のみ使われており、構内南側の島式ホームは放置されていた（ただし、如何なる理由か不明だが、貨物ホームへの引き込み線は残されていた）
1936年から1960年頃まで貨物ホーム付近に、街を反時計回りに迂回して中標津町養老牛まで伸びる殖民軌道養老牛線の停車場が設けられていた。ちなみに、標茶から計根別までの殖民軌道標茶線、中標津駅逓から計根別までの殖民軌道計根別線は計根別駅が出来るまで存在して標津線の建設にも役立ったが、標津線全線開通と共に役割を終えて廃止された。

## 利用状況
乗車人員の推移は以下のとおり。年間の値のみ判明している年については、当該年度の日数で除した値を括弧書きで1日平均欄に示す。乗降人員のみが判明している場合は、1/2した値を括弧書きで記した。
| 年度               | 乗車人員 | 乗車人員 | 出典  | 備考 |
| 年度               | 年間     | 1日平均  | 出典  | 備考 |
| ------------------ | -------- | -------- | ----- | ---- |
| 1978年（昭和53年） |          | 257      | [ 9 ] |      |

## 駅周辺
- 中標津町役場計根別支所
- 中標津警察署計根別駐在所
- 計根別郵便局
- 北海道中標津農業高等学校
- 別海フライトパーク （旧陸軍計根別第一飛行場跡地利用の民間クラブ飛行場）
- 阿寒バス「計根別」停留所

## 現状
- 中標津町交流センターとなっている。

## 隣の駅
北海道旅客鉄道
標津線
上春別駅 - 計根別駅 - 開栄駅

## その他
- 映画『男はつらいよ 夜霧にむせぶ寅次郎』（1984年公開）のロケ地として使用された。